# Молекулярний дизайн
Молекулярний дизайн, комп'ютерний молекулярний дизайн (рос. молекулярный дизайн, компьютерный молекулярный дизайн, англ. molecular design, computer-assisted molecular design) — молекулярний дизайн, де використовуються комп'ютерні програми, за допомогою яких здійснюється прогнозування можливих структур молекул з бажаною електронною структурою та властивостями.